# Вереницын, Николай Петрович
Николай Петрович Вереницын — советский хозяйственный, государственный и политический деятель, Герой Социалистического Труда.

## Биография
Родился в 1924 году в Царицыне. Член КПСС.
Участник Великой Отечественной войны, командир самоходной установки 1666-го самоходного артиллерийского полка, курсант Сызранского танкового училища. С 1948 года — на хозяйственной, общественной и политической работе. В 1948—1986 гг. — фрезеровщик, наставник молодёжи львовского завода «Теплоконтроль» Министерства приборостроения, средств автоматизации и систем управления СССР.
Указом Президиума Верховного Совета СССР от 2 июля 1966 года присвоено звание Героя Социалистического Труда с вручением ордена Ленина и золотой медали «Серп и Молот».
Умер во Львове.